# Шлемовая игуана
Шлемовая игуана, или гребенчатый коритофанес (лат. Corytophanes cristatus) — вид игуан из семейства Corytophanidae.
Общая длина достигает 35 см. Голова умеренная, сжатая с боков. Имеет очень развитый высокий шлем, который тянется на спине в виде высокого гребня. У самцов гребень несколько выше, однако в остальном самцы и самки очень похожи. Туловище уплощённое. Хвост длинный, обычно немного длиннее туловища. Конечности хорошо развиты.
Окраска варьирует от зелёного или серого до желтовато-коричневого цвета. На спине имеется характерный рисунок из поперечных широких тёмных или светлых полос, однако у животных в стрессовом состоянии он не проявляется. Оболочка глаз красная, зрачок вертикальный.
Любит тропические леса. Часто встречается на деревьях. Активен днем. Питается насекомыми, при случае не брезгует и новорожденными грызунами.
Яйцекладущая ящерица. Самка откладывает до 10 яиц.
Вид распространён в Мексике, Центральной Америке, Колумбии.